# Ханс (Дисней)
Принц Ханс (англ. Prince Hans) — главный антагонист мультфильма «Холодное сердце».

## Описание
Ханс — хамелеон, адаптирующийся к любой обстановке, дабы удовлетворить других героев.
                                      — аниматор Ханса Лино Ди Сальво

В отличие от остальных диснеевских злодеев, Ханс вводит в заблуждение не только героев мультфильма, но и зрителя, а свою истинную натуру показывает незадолго до конца фильма. То, что Ханс-отрицательный персонаж, нельзя сказать ни по его внешности, ни по поведению. А герцог Варавский с самого начала зарекомендовал себя как отрицательного персонажа, но он был второстепенным антагонистом. Всё это делает Ханса одним из самых опасных злодеев.
Образ Ханса основан на волшебном зеркале из сказки «Снежная королева». Контактируя с каким-либо человеком, Ханс становится похожим на него. Также, когда Анна говорит ему, что холодное сердце только у него-это отсылка к эффектам волшебного зеркала, осколки от которого попадали в глаза и в сердца людям и делали их бессердечными. Режиссёр Дженнифер Ли подтвердила этот факт.

## Факты
- Возможно, что прототипом Ханса также послужил Жером Бонапарт[2].
- Согласно Дженнифер Ли, его фамилия-Вестергуард. В вырезанной сцене упоминался адмирал Вестергуард, персонаж, имеющий большое сходство с Хансом.
- Ханс поразительно похож на Фредерика VI. Оба родом из Скандинавии, похожи внешне, и схожим способом пытались захватить власть.
- Аниматор Хирум Осмонд рассказал, что во время песни «Это моя любовь» во время сцены у водопада, Ханс на одно мгновение поднял руку и закрыл глаза. Это было пародией на дядю аниматора, певца Донни Осмонда.[3]
- Ханс встречается и мультфильме "Город Героев", как статуя, на которой испытывалось оружие Бэймакса.

### Однажды в сказке
Ханс появился в сериале Однажды в сказке, в четвёртом сезоне, где играл роль злодея.